# Перстенки
Перстенки — деревня в Смоленской области России, в Сафоновском районе. Население – 42 жителя (2007 год) . Расположена в центральной части области в 13 км к востоку от города Сафонова, в 11 км южнее автодороги М1 «Беларусь», на берегу реки Днепр. В 8 км к севернее от деревни железнодорожная станция О.п. 300-й км на линии Москва — Минск. Входит в состав Прудковского сельского поселения.

## История
В 1810 г. построена кирпичная церковь Покрова Пресвятой Богородицы в стиле раннего классицизма.
В годы Великой Отечественной войны деревня была оккупирована гитлеровскими войсками в сентябре 1941 года, освобождена в 1943 году.